# Otiocerus kirbyi
Otiocerus kirbyi är en insektsart som beskrevs av Fitch 1851. Otiocerus kirbyi ingår i släktet Otiocerus och familjen Derbidae. Inga underarter finns listade i Catalogue of Life.